# ヴァンパイア (駆逐艦・2代)
|          | |
| 艦歴     | |
| 発注     | |
| 起工     | 1952年7月1日 |
| 進水     | 1956年10月27日 |
| 就役     | 1959年6月23日 |
| 退役     | 1986年8月13日 |
| その後   | 記念艦として保存 |
| 除籍     | |
| 性能諸元 | |
| 排水量   | 基準 2,800 トン、満載 3,950 トン |
| 全長     | 118.65 m |
| 全幅     | 13.11 m |
| 吃水     | 3.88 m |
| 機関     | フォスター・ウィーラー缶 2基 イングリッシュ・エレクトリック式蒸気タービン 2軸推進、54,000 shp                                                       |
| 速力     | 30+ノット |
| 航続距離 | 3,030 海里/20 ノット |
| 乗員     | 219 + 75名（練習生） |
| 兵装     | 114mm(4.5 in) 連装砲 3基 60口径ボフォース 40mm 連装対空砲 2基 60口径ボフォース 40mm 単装対空砲 2門 533mm（21 in）5連装魚雷発射管 リンボー対潜迫撃砲 |

ヴァンパイア (HMAS Vampire) は、オーストラリア海軍の駆逐艦。オーストラリアで建造されたデアリング級駆逐艦3隻のうちの1隻。ニューサウスウェールズ州シドニーのコッカトー島工廠で1952年7月1日に起工。1956年10月27日進水。1959年6月23日就役。
ヴァンパイアの艦歴の大部分は訓練と東南アジアへの航海で占められている。1965年と1966年には空母シドニーをベトナムまで護衛した。また、1966年のインドネシア・ボルネオ紛争の際マレー半島やボルネオ島沖で哨戒活動に従事した。1977年、エリザベス2世の在位25周年記念の英連邦王国旅行の内オーストラリア訪問の期間王室ヨットブリタニアの護衛を務めた。1980年、ヴァンパイアは練習艦に改装された。
1986年8月13日に退役。シドニーで記念艦として保存されている。